# Stig Marn
Stig Gunnarsson Marn, född 26 mars 1912 i Hudiksvall, död 1966 i Tänndalen, var en svensk målare.

## Biografi
Marn var son till disponenten Gunnar Dahlquist och Bertha Maria Elisabet Güldenberg, och från 1949 gift med Esther Ruth Andersen. Han studerade vid Blombergs målarskola i Stockholm 1935 och vid kungliga konstakademien i Antwerpen 1937 samt under studieresor till bland annat Belgien, Frankrike och Danmark. Separat ställde han ut vid ett flertal tillfällen på Hälsinglands museum i Hudiksvall, medverkade i samlingsutställningar med Gävleborgs läns konstförening och var representerad vid Hudiksvallsutställningen 1956. Hans konst består av stilleben, sagomotiv, figurkompositioner ofta med religiösa motiv och landskap. Marn är representerad med fem tavlor i Funäsdalens kyrka.